# ویتی دو

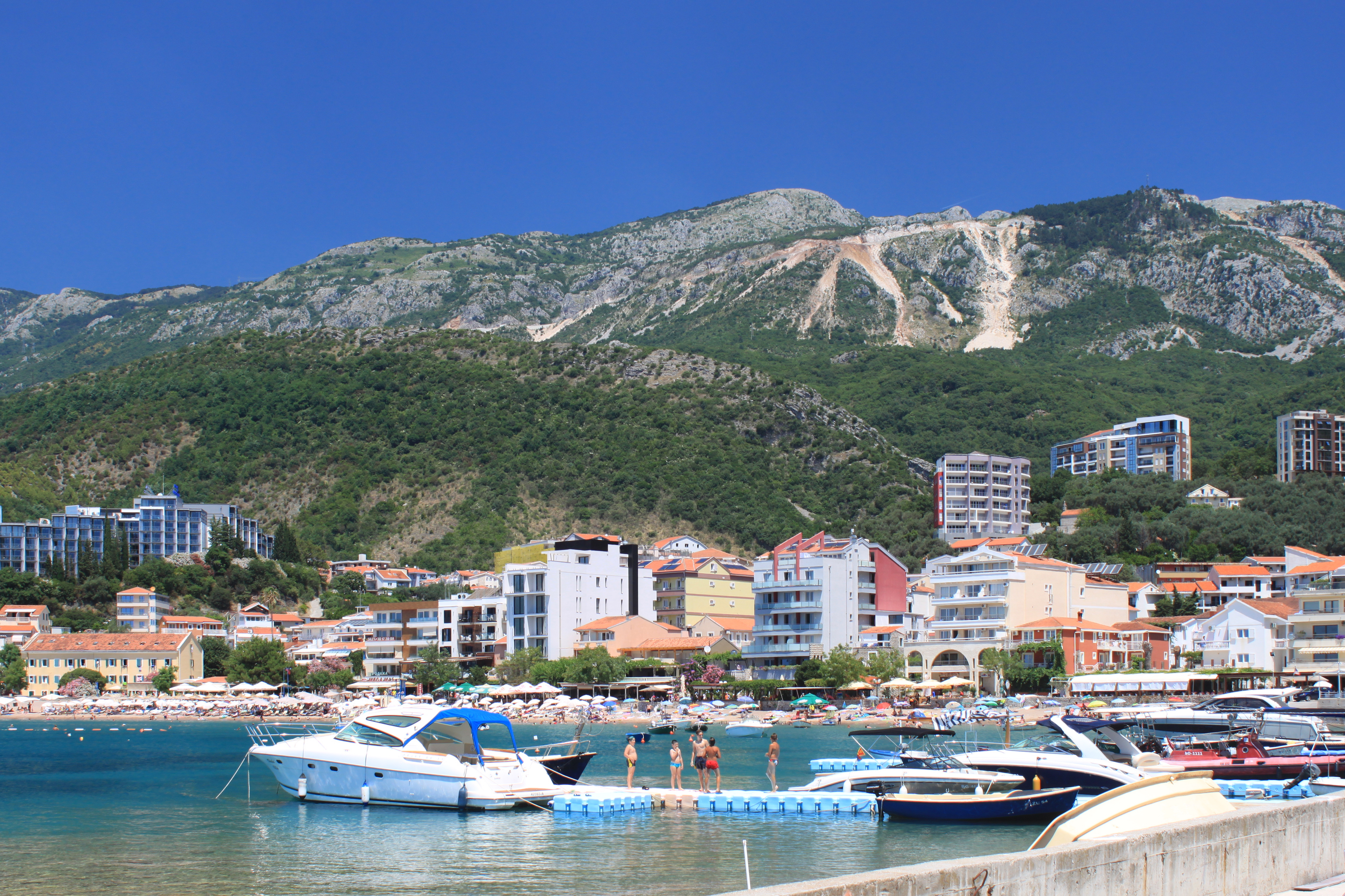
ویتی دو

ویتی دو (به لاتین: Viti Do) یک منطقهٔ مسکونی در مونته‌نگرو است که در بودوا واقع شده‌است. ویتی دو ۲۱۲ نفر جمعیت دارد.